# جيمس رينولدز
جيمس رينولدز (بالإنجليزية: James Reynolds)‏ هو ممثل أمريكي، ولد في 10 أغسطس 1946 في الولايات المتحدة.

## أعمال

### مسلسلات
- الرجل الأخضر الخارق

## وصلات خارجية
- جيمس رينولدز على موقع IMDb (الإنجليزية)
- جيمس رينولدز على موقع قاعدة بيانات الفيلم (الإنجليزية)
- جيمس رينولدز على موقع كينوبويسك (الروسية)